# Chiesa di San Celsino
La chiesa di San Celsino è una chiesa sconsacrata di Roma, nel rione Ponte, nel vicolo omonimo.
Questa chiesa, che risale al 1561, si trova vicino alla chiesa dei Santi Celso e Giuliano. Vi officiava l'arciconfraternita del Santissimo Sacramento istituita nel 1560, alla quale si unì nel 1566 quella del Santissimo Nome di Dio.
Così scrive l'Armellini:
(Armellini, op. cit., p. 366)
È stata sede di attività della Caritas della diocesi di Roma.